# Гаріпур (округ)
Округ Гаріпур (урду ہری پور); (англ. Haripur District) — один з 25 округів пакистанської провінції Хайбер-Пахтунхва.

## Клімат
В окрузі Гаріпур клімат вологий субтропічний.

## Адміністративно-територіальний устрій
Округ Гаріпур складається з 2-х тегсіл та 45-ти союзних рад.

## Демографія
За даними перепису 1998 року, населення округу Гаріпур становило 692 228 осіб. До 2005 року, оціночні дані, населення збільшилася до 803 000 осіб. 12,0% мешканців проживає у містах, 88,0% — у сільській місцевості.
В окрузі мова гіндко є рідною для 89% населення, пушту — 7,6%, пенджабі — 1,3%, за даними перепису 1981 роки.
Рівень грамотності дорослого населення становить 53,7%.